# Livesport
Livesport s. r. o. je česká technologická společnost, která patří mezi největší světové poskytovatele výsledků, statistik a dalších rychlých informací z více než 35 sportů. Celkový měsíční počet unikátních návštěvníků jeho webů a uživatelů mobilních aplikací se pohybuje kolem 100 milionů.

## Historie a současnost
V dubnu 2006 spustili Martin Hájek s Jiřím Marešem první verzi webu Livesport.cz. Výsledkový a statistický servis byl zpočátku určený pro české uživatele, Livesport ale brzy začal své služby rozšiřovat do dalších zemí převážně pod značkou své vlajkové lodi Flashscore. Kromě řady evropských států se postupně dostalo také na ostatní kontinenty a Livesport se tak stal firmou s celosvětovou působností.
V dalším rozvoji poskytování rychlého sportovního zpravodajství hrál důležitou roli mobilní internet a jeho narůstající dostupnost. V říjnu 2013 vydal Livesport první verzi mobilní aplikace pro iOS a na začátku roku 2014 také pro operační systém Android. Do konce května 2021 si některou z aplikací vyvinutých Livesportem stáhlo do telefonu více než 85 milionů lidí z celého světa. Od roku 2023 se CEO společnosti stává Pavel Krbec.
Sídlem firmy je Aspira Business Centre v pražských Nových Butovicích.

## Investice
Livesport získal v lednu 2015 podíl v dánské firmě Enetpulse, která poskytuje data v B2B sektoru, a později tento podíl navýšil na 100 %. Od konce roku 2016 mu patří také část startupového investičního fondu Y Soft Ventures a v květnu 2018 založil Livesport Invest, společnost na podporu a rozvoj českých technologických firem. V období od října 2018 do května 2019 Livesport Invest postupně majetkově vstoupil do Liftaga, získal stoprocentní podíl v Pragosportu, který zprostředkovává mediální práva, a ovládl také provozovatele mobilní aplikace se zprávami na míru Tapito. V červnu 2020 koupil Livesport od producenta a režiséra Petra Vachlera projekt Kinobox, který už od roku 1993 přináší novinky ze světa kinematografie.

## Společensky odpovědné aktivity
Livesport se na konci roku 2019 stal hlavním partnerem neziskové organizace EDUin, která se věnuje problematice vzdělávání. Kromě toho podporuje dobročinný spolek Fotbal pro radost a přispívá Fondu ohrožených dětí, SOS dětským vesničkám a dalším charitativním organizacím. V sezóně 2020/2021 se stal titulárním sponzorem nejvyšší mužské florbalové soutěže, nesoucí název Livesport Superliga, a v roce 2021 zaštítil ženský tenisový turnaj Prague Open. Podporuje také mužskou i ženskou florbalovou reprezentaci.